# Sainte-Marie-aux-Chênes
Sainte-Marie-aux-Chênes è un comune francese di 3 676 abitanti situato nel dipartimento della Mosella nella regione del Grand Est.

## Società

### Evoluzione demografica
Abitanti censiti